# Predsjednik Estonije
Predsjednik Republike Estonije (estonski: Eesti Vabariigi President) službeni je državni poglavar Republike Estonije. S obzirom da je Estonija snažna parlamentarna republika, Predsjednik ima uglavnom ceremonijalne ovlasti te nema nikakvih izravnih izvršnih ovlasti.
Predsjednika Estonije glasovanjem izabire nacionalni parlament Riigikogu, a kandidat službeno postaje predsjednikom kada dobije više od dvije trećine glasova u parlamentu. Ukoliko i nakon tri kruga glasovanja kandidat ne dobije odgovarajući broj glasova, formira se posebna izborna komisija koju, pored članova parlamenta, čine i predstavnici svih lokalnih organa vlasti (minimalno po jedan predstavnik svake općine), a koji potom biraju između dva kandidata s najvećim brojem glasova. Mandat predsjednika traje 5 godina, a ne postoji ograničenje po pitanju reizbora, s tim da se u kontinuitetu mogu služiti samo dva mandata. Predsjednik za trajanja svoga mandata ne smije biti član niti jedne političke stranke, a također mora zamrznuti sve ostale političke i poslovne aktivnosti.
Funkcija predsjednika države službeno je uspostavljena 1938. godine, a prvi predsjednik Estonije bio je Konstantin Päts. Prije toga, u razdoblju od 1920. do 1934. godine, na čelu države nalazio se tzv. "Državni starješina" (estonski: Riigivanem), koji je kombinirao funkcije koje imaju današnji predsjednik i premijer. U tom razdoblju, na čelu Estonije bilo je ukupno 16 državnih poglavara, a Päts je biran na tu funkciju čak pet puta. Ustav iz 1934. razdvojio je funkciju državnog poglavara od funkcije predsjednika vlade, ali nikada nije stupio na snagu pošto je Päts iste godine izvršio državni udar i raspustio parlament. Sovjetske vlasti su u srpnju 1940. deportitale Pätsa u grad Ufu u Sibiru. Nakon toga, u skladu s tada važećim Ustavom, funkciju predsjednika preuzeo je prosovjetski premijer Johannes Vares, koji je potom potpisao službeni dokument o aneksiji Estonije od strane Sovjetskog Saveza. U razdoblju pod sovjetskom vlašću (1944. − 1991.), sjedište predsjednika Estonije nalazilo se u egzilu u Stockholmu.
Za prvog predsjednika Druge Republike izabran je Lennart Meri, koji je na vlasti bio od listopada 1992. do listopada 2001. Nakon njega, funkciju predsjednika države obavljali su još i Arnold Rüütel (2001. − 2006.), Toomas Hendrik Ilves (2006. − 2016.), Kersti Kaljulaid, kao prva žena na mjestu predsjednika Estonije (2016. − 2021.), te Alar Karis, od 2021. godine.

## Popis predsjednika Estonije

### Prva Republika (1938. – 1940.)
Stranke
      Patriotska liga
| Br. | Portret | Ime (Rođen – Umro)              | Trajanje mandata / Izborni mandati | Trajanje mandata / Izborni mandati | Stranka         |
| --- | --- | ------------------------------- | ---------------------------------- | ---------------------------------- | --------------- |
| 1   | | Konstantin Päts (1874. – 1956.) | 24. travnja 1938.                  | 23. srpnja 1940.                   | Patriotska liga |
| 1   | 1938. | Konstantin Päts (1874. – 1956.) |                                    |                                    | Patriotska liga |
| 1   | Najutjecajniji estonski političar u međuratnom razdoblju. U pet je navrata obnašao dužnost Državnog starješine te je zacementirao svoju ključnu ulogu u razvoju estonske državnosti u međuratnom razdoblju. Kao Državni starješina, izveo je državni udar kako bi spriječio dolazak ekstremne desnice na vlast, a otada pa do sovjetske okupacije vladao je zemljom pod različitim titulama, od 1938. kao predsjednik. | Konstantin Päts (1874. – 1956.) |                                    |                                    |                 |

### Druga Republika (1992. –danas)
Stranke
      Domovinska narodna koalicijska stranka • 
      Estonska narodna unija • 
      Socijaldemokratska partija • 
      Nezavisni
| Br. | Portret | Ime (Rođen – Umro)             | Trajanje mandata / Izborni mandati | Trajanje mandata / Izborni mandati | Stranka                                |
| --- | --- | ------------------------------ | ---------------------------------- | ---------------------------------- | -------------------------------------- |
| 2   | | Lennart Meri (1929. – 2006.)   | 6. listopada 1992.                 | 8. listopada 2001.                 | Domovinska narodna koalicijska stranka |
| 2   | 1992. / 1996. | Lennart Meri (1929. – 2006.)   |                                    |                                    | Domovinska narodna koalicijska stranka |
| 2   | Pisac, režiser i političar, Meri je bio zagovornik estonske neovisnosti još za vrijeme Sovjetskog Saveza. Nakon ponovne uspostave neovisnosti, Meri je postao drugi predsjednik Estonije i jedini za Druge Republike koji je izabran od strane naroda (iako je u prvom krugu bio drugi kandidat, ali je drugi krug proveden glasovanjem u parlamentu), a ne parlamenta. Godine 1996. reizabran je na drugi i posljednji mandat. | Lennart Meri (1929. – 2006.)   |                                    |                                    |                                        |
| 3   | | Arnold Rüütel (1928. –)        | 8. listopada 2001.                 | 9. listopada 2006.                 | Estonska narodna unija                 |
| 3   | 2001. | Arnold Rüütel (1928. –)        |                                    |                                    | Estonska narodna unija                 |
| 3   | Bivši član KP Estonije, Rüütel je bio posljednji Predsjednik Vrhovnog sovjeta Estonske SSR. Natjecao se na izborima 1992. i 1996., ali je oba puta izgubio u parlamentu od Lennarta Merija. Konačno je izabran 2001. godine, međutim posljednje godine mandata obilježene su mu kontroverzama, tako da je postao prvi predsjednik Druge Republike koji nije reizabran na drugi mandat.                                          | Arnold Rüütel (1928. –)        |                                    |                                    |                                        |
| 4   | | Toomas Hendrik Ilves (1953. –) | 9. listopada 2006.                 | 16. listopada 2016.                | Socijaldemokratska partija             |
| 4   | 2006. / 2011. | Toomas Hendrik Ilves (1953. –) |                                    |                                    | Socijaldemokratska partija             |
| 4   | Novinar i diplomat, Ilves je imao višegodišnje političko iskustvo kada je 2006. godine predložen kao protukandidat Arnolda Rüütel, kojega je uspješno pobijedio u drugom krugu izbora. Uživao je veliku podršku u Estoniji te je 2011. reizabran na drugi mandat, postavši ujedno prvi (i zasad jedini) predsjednik Estonije koji je izabran u prvom krugu glasovanja u parlamentu.                                             | Toomas Hendrik Ilves (1953. –) |                                    |                                    |                                        |
| 5   | | Kersti Kaljulaid (1969. –)     | 16. listopada 2016.                | 11. listopada 2021.                | Nezavisna                              |
| 5   | 2016. | Kersti Kaljulaid (1969. –)     |                                    |                                    | Nezavisna                              |
| 5   | Bivša državna dužnosnica, Kaljulaid je 2016. postala prva žena na mjestu predsjednika Estonije od estonske neovisnosti, a ujedno i najmlađa predsjednica u povijesti te zemlje. Izabrana je kao nezavisna, kompromisna kandidatkinja nakon što se parlament nije mogao usuglasiti oko izbora predsjednika nakon čak tri kruga glasovanja.                                                                                       | Kersti Kaljulaid (1969. –)     |                                    |                                    |                                        |
| 6   | | Alar Karis (1958. –)           | 11. listopada 2021.                | Inkumbent                          | Nezavisni                              |
| 6   | 2021. | Alar Karis (1958. –)           |                                    |                                    | Nezavisni                              |
| 6   | Biolog po struci, Karis je predložen kao kandidat dviju stranaka te je jedini prikupio potrebnu podršku 21 zastupnika, tako da je bio jedini formalni kandidat na izborima 2021. godine. Ranije je bio rektor Sveučilišta u Tartuu, a od 2018. do 2021. godine i ravnatelj Estonskog narodnog muzeja. | Alar Karis (1958. –)           |                                    |                                    |                                        |

## Vanjske poveznice
- President of Estonia – official website
- Website of former President Lennart Meri